# Serrat de la Creu de Bast
El Serrat de la Creu de Bast és una muntanya de 913 metres que es troba al municipi de Coll de Nargó, a la comarca de l'Alt Urgell.